# Collegio di East Waterford
Il Collegio di East Waterford è stata una circoscrizione elettorale del Parlamento britannico in Irlanda che, tra il 1885 e il 1922, ha eletto un parlamentare. Prima delle elezioni generali nel Regno Unito del 1885 l'area faceva parte di collegio della Contea di Waterford. Dal 1918 il collegio è stato soppresso. Insieme al collegio di West Waterford è tornato a formare il collegio di Waterford.

## Confini
Questa circoscrizione elettorale comprendeva la parte orientale della contea di Waterford. Includeva le baronie di Gaultiere, Glenahiry, Middlethird, Upperthird e quella parte della baronia di Decies-without-Drum contenuta nelle parrocchie di Ballylaneen, Clonea (escluse le terre di Ballyrandle e Kilgrovan), Fews, Kilbarrymeaden, Kilrossanty, Monksland, Rossmire e Stradbally, e la città di Lishane nella parrocchia di Newcastle.

### Membri del Parlamento
| Elezione                                                         | Eletto               | Partito                        | Note                                           |
| ---------------------------------------------------------------- | -------------------- | ------------------------------ | ---------------------------------------------- |
| Elezioni generali nel Regno Unito del 1885                       | Patrick Joseph Power | Partito Parlamentare Irlandese |                                                |
| Elezioni generali nel Regno Unito del 1886                       | Patrick Joseph Power | Irish National Federation      | Nessun avversario                              |
| Elezioni generali nel Regno Unito del 1892                       | Patrick Joseph Power | Irish National Federation      |                                                |
| Elezioni generali nel Regno Unito del 1895                       | Patrick Joseph Power | Irish National Federation      |                                                |
| Elezioni generali nel Regno Unito del 1900                       | Patrick Joseph Power | Partito Parlamentare Irlandese |                                                |
| Elezioni generali nel Regno Unito del 1906                       | Patrick Joseph Power | Partito Parlamentare Irlandese |                                                |
| Elezioni generali nel Regno Unito del gennaio 1910               | Patrick Joseph Power | Partito Parlamentare Irlandese |                                                |
| Elezioni generali nel Regno Unito del dicembre 1910              | Patrick Joseph Power | Partito Parlamentare Irlandese |                                                |
| Elezioni generali nel Regno Unito del dicembre 1913 (suppletive) | Martin Joseph Murphy | Partito Parlamentare Irlandese |                                                |
| Elezioni generali nel Regno Unito del 1918                       | Martin Joseph Murphy | Partito Parlamentare Irlandese | Poi confluito nel collegio di County Waterford |